# Stiftaufbau

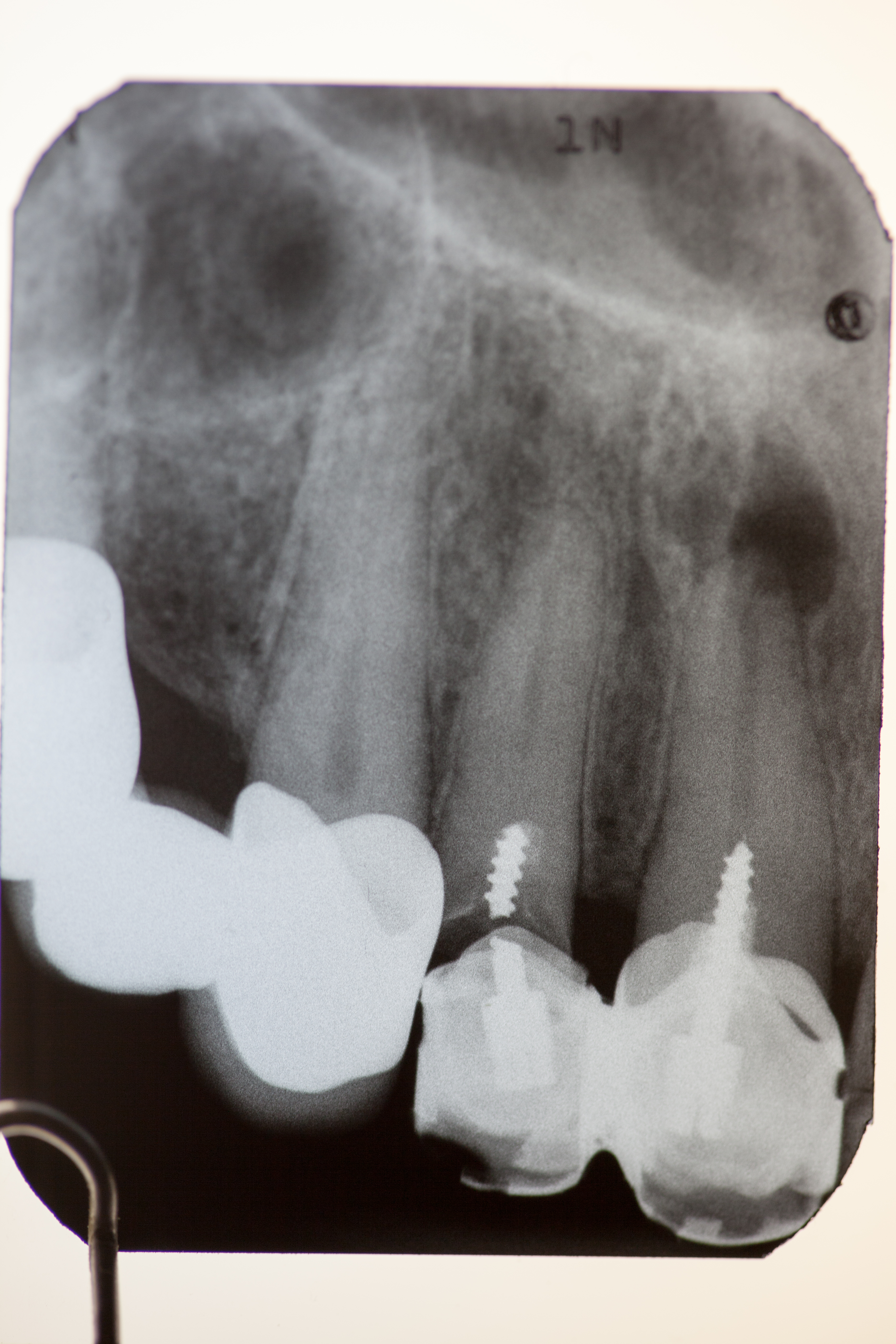
Stiftaufbau an Zahn 11 und 12, der nicht dem heutigen Standard entspricht: zu kurz, geschraubt, gebrochen an Zahn 12, ohne Wurzelfüllung, Wurzelgranulom an Zahn 11

Ein Stiftaufbau bezeichnet eine zahnmedizinische Versorgung. Nachdem ein stark kariös zerstörter Zahn einer Wurzelkanalbehandlung unterzogen wurde, ist zumeist nur wenig der ursprünglichen Zahnhartsubstanz erhalten. Darum ist der Zahn gegenüber den Kaukräften stark geschwächt, was zu Frakturen führen kann. Außerdem ist oft nicht genügend Substanz erhalten, um den Zahn mit einer Krone zu versorgen. Als Ausgleich für die verlorene Substanz wird darum ein Stiftaufbau eingebracht, welcher den Zahn stabilisiert und einer Krone genügend Retention bietet. Obwohl es physikalisch richtig eigentlich Adhäsion heißen müsste, da hier die Haftkräfte verschiedener Materialien gemeint sind, hat sich dieser Begriff in der Zahnheilkunde (noch) nicht durchgesetzt. Darum wird auch im Weiteren von Retention gesprochen.

## Vorbereitung des Wurzelkanals
Nachdem bei einem zerstörten Zahn die gesamte Karies entfernt wurde und die Wurzelkanalbehandlung abgeschlossen ist, kann entschieden werden, ob der Zahn direkt mit einer Füllung oder Krone versorgt werden kann. Ist jedoch zu viel Substanz verloren, wird in der Wurzel ein Stift verankert.
Dazu wird bei Zähnen mit mehreren Kanälen zunächst entschieden, wohin der Stift gesetzt werden soll. Zumeist wird am Röntgenbild der Kanal gewählt, dessen Wurzel möglichst allen folgenden Anforderungen entspricht:
- gerader Verlauf über eine lange Strecke
- großer Durchmesser
- ausreichende Verankerung im Knochen
- richtige Einschubrichtung

Erfüllt kein Kanal alle Anforderungen, ist es manchmal möglich und nötig, mehrere Stifte im gleichen Zahn einzubringen.
Wurde die Entscheidung über den Kanal getroffen, muss dieser für die Aufnahme des Stiftes vorbereitet werden. Dazu wird mit verschiedenen Bohrern ein Teil der Wurzelfüllung in der gewünschten Länge entfernt. Anschließend wird der Kanal ausgeschachtet. Das geschieht, je nach verwendetem System, mit einem oder mehreren standardisierten Bohrern. Abschließend kann ein Plateau geschaffen werden, welches als zusätzliche Retention und als Rotationsschutz dient.

### Weitere Maßnahmen
Ist der Zahn tief zerstört, kann eine chirurgische Kronenverlängerung notwendig werden, um den notwendigen Ferrule-Effekt zu schaffen. Dadurch kann die künstliche Zahnkrone den Zahn stabilisierend und dicht umfassen.

## Indirektes Verfahren
Das indirekte Verfahren wird bei Stiftaufbauten genutzt, welche im zahntechnischen Labor aus Metall gefertigt werden. Nachdem der Kanal vorbereitet wurde, kann ein konfektionierter Stift aus ausbrennfähigem Kunststoff eingesetzt werden, über welchen eine Abformung des zerstörten Zahnes genommen wird. Damit kann im Labor ein Modell hergestellt werden, welches auch den genauen Verlauf des Kanals darstellt. Auf diesem Modell wird nun an den Stift der eigentliche Aufbau aus Wachs modelliert und das Ganze in Metall umgesetzt. Anschließend wird der Stiftaufbau ausgearbeitet und vom Zahnarzt eingesetzt. Nach dem Zementieren kann der Aufbau für die Aufnahme einer Krone beschliffen werden.

## Direktes Verfahren
Beim direkten Verfahren wird der Stiftaufbau in einer Sitzung beim Zahnarzt gefertigt und eingesetzt. Dazu wird der Kanal vorbereitet und anschließend ein konfektionierter Stift eingesetzt. An diesen Stift wird danach im Mund der eigentliche Aufbau modelliert. Nach dem Aushärten kann auch dieser Aufbau für die Aufnahme einer Krone beschliffen werden. 

## Formen des Stiftes
Über die ideale Form des Stiftaufbaus wurde lange geforscht. Heute gibt es verschiedene Formen, bei denen zum Teil auch ideologische Ansichten aufeinander treffen. Grundsätzlich unterscheidet man Stifte und Schrauben. Während sich Stifte sowohl für das direkte, als auch für das indirekte Verfahren eignen, müssen Schrauben direkt im Mund verarbeitet werden. Man erhofft sich durch das Gewinde eine stärkere Retention. Allerdings wird der Zahn durch die Kraft beim Eindrehen auch weiter geschwächt, womit die Frakturgefahr steigt. 
Stifte und Schrauben gibt es in zylindrischer, konischer und gemischter (zylindro-konischer) Form. Auch hier wird versucht, eine hohe Retention zu erhalten, ohne den Zahn zu stark zu schwächen. Bei der zylindrischen Form ist durch die parallelen Wände die Retention sehr hoch. Da aber die Wurzel konisch zuläuft, muss entweder ein sehr dünner Stift genutzt werden, welcher schnell verbiegt oder bricht, oder es wird ein dicker Stift eingesetzt, bei dem die Wurzel im unteren Drittel stark geschwächt wird und so frakturgefährdet ist. Bei der konischen Stiftform wird zwar der Verlauf der Wurzel besser nachvollzogen, womit die Frakturgefahr der Wurzel geringer ist. Allerdings wird auch die Retention auf diese Weise stark vermindert, weshalb sich der Wurzelstift und damit auch der Aufbau und die Krone schnell wieder lockern können. Abhilfe schaffte die Einführung der gemischten (zylindro-konischen) Form. Der Stift oder die Schraube verläuft dabei über den größten Teil der Länge zylindrisch, die letzten 2–3 mm laufen dann konisch aus. So konnte eine gute Retention erreicht werden und trotzdem der Zahn ausreichend vor Frakturen geschützt werden.

## Materialien
Für das indirekte Verfahren beschränken sich die Materialien der Stifte und der Aufbauten auf Edelmetalle und Nicht-Edelmetalle. Dagegen können beim direkten Verfahren neben Metallstiften und -schrauben auch kohlenstoffverstärkte oder glasfaserverstärkte Kunststoffstifte verwendet werden. Dadurch erweiterte sich auch das Spektrum der Materialien, die für den eigentlichen Aufbau geeignet sind auf die verschiedenen Zemente und Komposite. 

## Befestigen
Vor Einführung alternativer Materialien konnten Stiftaufbauten nur mit Zinkoxid-Phosphatzement oder Glasionomerzement zementiert werden. Dieser Zement benötigt 24 Stunden um vollständig auszuhärten. Erst dann kann der Aufbau für die Aufnahme einer Krone beschliffen werden, sonst ist es möglich, dass sich der Stift durch die Erschütterungen des Bohrers wieder löst.
Heute setzt sich immer mehr das Befestigen mit Kompositen durch. Während es anfangs nur für Kunststoffstifte genutzt wurde, wird es mittlerweile auch für Metallstifte genutzt, welche mit Silan entsprechend vorbereitet wurden. Durch das Befestigen mit Kunststoff wird der Halt des Stiftes erhöht und die weitere Verarbeitung vereinfacht, da das Komposit schon nach einigen Minuten vollständig ausgehärtet ist. So kann der Aufbau direkt im Anschluss in der gleichen Sitzung beschliffen werden.

## Entfernen
Man kann durch entsprechende Sorgfalt mit Stiftaufbauten und Kronen einen Zahnersatz schaffen, der über Jahrzehnte im Mund verbleiben kann. Trotzdem ist es gelegentlich nötig, die Behandlung zu einem späteren Zeitpunkt zu wiederholen.
Betrifft das die Suprakonstruktion, also die Krone oder Brücke, kann der Stiftaufbau oft im Zahn belassen werden. Nachdem die alte Krone entfernt wurde, kann bei Bedarf die Einschubrichtung des Aufbaus angepasst werden. Anschließend kann eine neue Krone gefertigt und eingesetzt werden.
Manchmal ist es aber nötig, den Stift ebenfalls zu entfernen, beispielsweise, weil eine tiefe Karies bis in Bereiche des Stiftes vorgedrungen ist. In diesem Fall wird vor Beginn der Behandlung entschieden, ob der verbliebene Wurzelrest noch für die Aufnahme eines neuen Stiftaufbaus geeignet ist. Wurde der Stift mit Zement befestigt, kann er in den meisten Fällen mit geringem Aufwand mit Hilfe von Ultraschall wieder entfernt werden. Dagegen ist der Haftverbund zwischen Stift und Zahn bei Kompositen so hoch, dass ein späteres Entfernen fast unmöglich ist. Bei manchen Stiftmaterialien kann man versuchen, den gesamten Stift mit Fräsen zu entfernen, ansonsten bleibt oft nur die Extraktion des Wurzelrestes.

## Vor- und Nachteile
Für das direkte Verfahren sprechen verschiedene Vorteile. Da die Behandlungszeit kürzer ist und die Metallkosten für das Gold entfallen, ist das Verfahren meist kostengünstiger. Außerdem kann durch Stifte aus glasfaserverstärktem Kunststoff besonders in ästhetisch relevanten Bereichen verhindert werden, dass das Metall im Bereich des Zahnhalses und der Gingiva dunkel hervorschimmert. Besonders wenn aus ästhetischen Gründen eine vollkeramische Krone als definitive Versorgung gewählt wird, sollte auf metallische oder kohlenstoffverstärkte Stifte verzichtet werden, da sonst das täuschend echte Ergebnis verhindert wird. Allerdings sind diese Methoden noch relativ neu. Darum fehlen Langzeitstudien, die den Behandlungsverlauf über Jahre und Jahrzehnte beobachten. Außerdem gibt es um Komposite verstärkt Diskussionen, bezüglich ihres Potentials Allergien auslösen zu können. Bei besonders empfindlichen Patienten können diese Werkstoffe darum vor der Behandlung getestet werden.
Dagegen ist beim indirekten Verfahren der Hauptvorteil die hohe Bruchfestigkeit der Metallstifte, besonders im Vergleich zu Kunststoff. Das wird besonders im Seitenzahnbereich ausgenutzt, da hier die stärksten Kaukräfte auftreten. Außerdem gibt es für diese Methode verschiedene Studien, die zeigen, dass diese Stiftaufbauten bei entsprechender Herstellung und regelmäßigen Kontrollen eine Haltbarkeit von mehreren Jahren bis Jahrzehnten haben. Darum gelten gegossene Stiftaufbauten aus Edelmetall trotz aller Vorteile der direkten Methode noch immer als Goldstandard.